# Vụ án Nayoung
Vụ án Nayoung (나영이 사건) là một vụ việc bé gái 8 tuổi bị người đàn ông Cho Doo-soon tấn công tình dục trong nhà vệ sinh của một nhà thờ tại Ansan, Hàn Quốc vào năm 2008. Tên tội phạm Cho Doo-soon (lúc đó 56 tuổi) bị kết án 12 năm tù và có kháng cáo với lý do bản án quá nghiêm khắc, nhưng tất cả đều bị bác bỏ. Tuy nhiên sau này được giảm án vì Cho Doo-soon đã già, hành động trong cơn say xỉn và suy nhược cơ thể. Vụ việc đã gây ra sự phẫn nộ và phản đối của rất nhiều người. Bộ phim năm 2013 Hope dựa trên vụ án này.

## Sự việc
Ngày 11 tháng 12 năm 2008, Cho Du Sun (lúc đó 56 tuổi) đang trong tình trạng say xỉn, trên đường trước nhà thờ tại quận Danwon-gu, thành phố Ansan, Hàn Quốc đã phát hiện một bé gái lúc đó 8 tuổi (tên giả: Kim Nayoung) đang trên đường đi học. Y nói với Nayoung rằng "có việc phải đi đến nhà thờ". Sau đó, hắn dắt Nayoung vào nhà vệ sinh của nhà thờ. Cho Du Sun cởi quần, đấm mạnh vào đầu của Nayoung, cắn vào má và thắt cổ để bé bất tỉnh. Cho Du Sun cởi đồ cô bé và tiến hành quan hệ tình dục với Nayoung qua lỗ hậu môn. Ngoài ra, Cho Du Sun rửa phần đầu của Nayoung dưới vòi nước. Cuối cùng, Cho Du Sun bỏ lại Nayoung và rời đi.  Bố mẹ Nayoung phát hiện và đưa bé đến ngay bệnh viện. Cho bị bắt ngay khi trên người còn dính máu.

## Kết án
Cho Du Sun trước đó đã có tiền án 17 tội danh, vào ngày 9 tháng 8 năm 1983 đã từng chịu mức án 3 năm tù giam vì tội hiếp dâm gây thương tích. Ngày 9 tháng 1 năm 2009, y cũng bị khởi tố với tội trạng tương tự, nhưng ngày 27 tháng 3 năm 2009, với lý do gây án trong tình trạng say xỉn, suy giảm khả năng làm chủ năng lực hành vi, Cho Du Sun được tuyên án 12 năm tù giam cho hành vi phạm tội của mình trong phiên xét xử lần thứ nhất. Ngày 30 tháng 3, với lý do hành vi phạm tội của y rất nghiêm trọng hắn bị viện công tố kháng án, kháng cáo bị bác bỏ vào ngày 24 tháng 7. 3 ngày sau, ngày 27 tháng 7 viện công tố một lần nữa kháng cáo và bị bác bỏ vào ngày 24 tháng 9. Cho Du Sun bị giam giữ tại nhà tù Choson.

## Tranh cãi
Ban đầu Cho Du Sun bị kết án tù chung thân, nhưng sau khi Na-young khai rằng hắn ta có mùi rượu, bản án của hắn giảm xuống 12 năm tù. Cho đã viết hơn 300 lần cho thẩm phán, "Tôi không phải là loại quái vật bệnh hoạn mà cưỡng hiếp một bé gái 8 tuổi".

## Tiền trợ cấp
Na-young bị tổn thương vĩnh viễn ở hạ vị và sẽ bị tàn tật vĩnh viễn. Cô điều trị 8 tháng và phải đến Seoul vào mỗi cuối tuần. Cô phải dùng túi cắt đại tràng trong suốt quãng đời còn lại, nhưng các bác sĩ đã phẫu thuật hậu môn nhân tạo thành công. Na-young cũng bị trầm cảm và stress sau vụ tấn công. Na-young, 8 tuổi, bị yêu cầu phải ngồi thẳng lưng với túi cắt ruột già khi làm chứng trước tòa và giải thích về vụ việc, việc này khiến tâm lý càng thêm căng thẳng. Cô nhận được 13 triệu won tiền bồi thường vì tòa án vi phạm chính sách phỏng vấn đối với nạn nhân bị tấn công tình dục. Một năm sau vụ hành hung, sau khi được điều trị tâm thần, cô bé được cho là đã hồi phục 70%. Năm 2020, theo lời kể từ người cha, cô chỉ dám xem phim hoạt hình và tránh hoàn toàn tin tức để tránh hoàn toàn vụ việc liên quan đến tấn công tình dục.

## Thả tự do
Cho được thả tự do vào ngày 12 tháng 12 năm 2020.  Hắn ta trở về Ansan sống với vợ cách nhà nạn nhân chưa đầy 1 km.  Cha của Na-young nói rằng ông sẽ sẵn sàng vay tiền, đưa cho Cho để hắn ta rời khỏi Ansan. Cho nói "Tôi xin lỗi vì tội ác của mình, và nếu được trả tự do, tôi sẽ sống lặng lẽ mà sẽ không gây bất cứ điều phiền toái nào." Hắn sẽ phải đeo máy theo dõi mắt cá chân và sẽ bị giám sát liên tục trong thời gian quản chế trong 7 năm. Nhân viên quản chế của hắn cũng sẽ có thể đến thăm nhà hắn một cách ngẫu nhiên. Mặc dù đeo vòng đeo tay điện tử ở mắt cá chân nhưng đã có trường hợp tội phạm ở Hàn Quốc trốn thoát ra khỏi lãnh thổ. 71 camera an ninh lắp đặt xung quanh thành phố Ansan để đảm bảo an toàn cho những cư dân khi Cho được thả.